# Mgławica E
Mgławica E – para ciemnych mgławic w konstelacji Orła. Została skatalogowana przez astronoma Edwarda Barnarda w jego katalogu pod numerami Barnard 142 i Barnard 143.
Mgławica E to ciemny, dobrze zdefiniowany obszar na tle Drogi Mlecznej, zakrywający liczne gwiazdy. Nazwa mgławicy pochodzi od jej kształtu przypominającego wielką literę „E”. Rozmiar mgławicy jest podobny do rozmiaru Księżyca w pełni (około 0,5°). Odległość mgławicy od Ziemi szacuje się na około 2000 lat świetlnych.